# Zhang Jinsong
Zhang Jinsong (張勁松S, Zhāng JìnsōngP; Xinzhou, 2 settembre 1973) è un ex cestista e allenatore di pallacanestro cinese.

## Carriera
In carriera ha giocato nei Bayi Rockets, squadra dell'Esercito Popolare di Liberazione. Ha preso parte a due edizioni dei Giochi olimpici (2000 e 2004), e ai Mondiali 1994.